# Котбус-Потсдамська операція

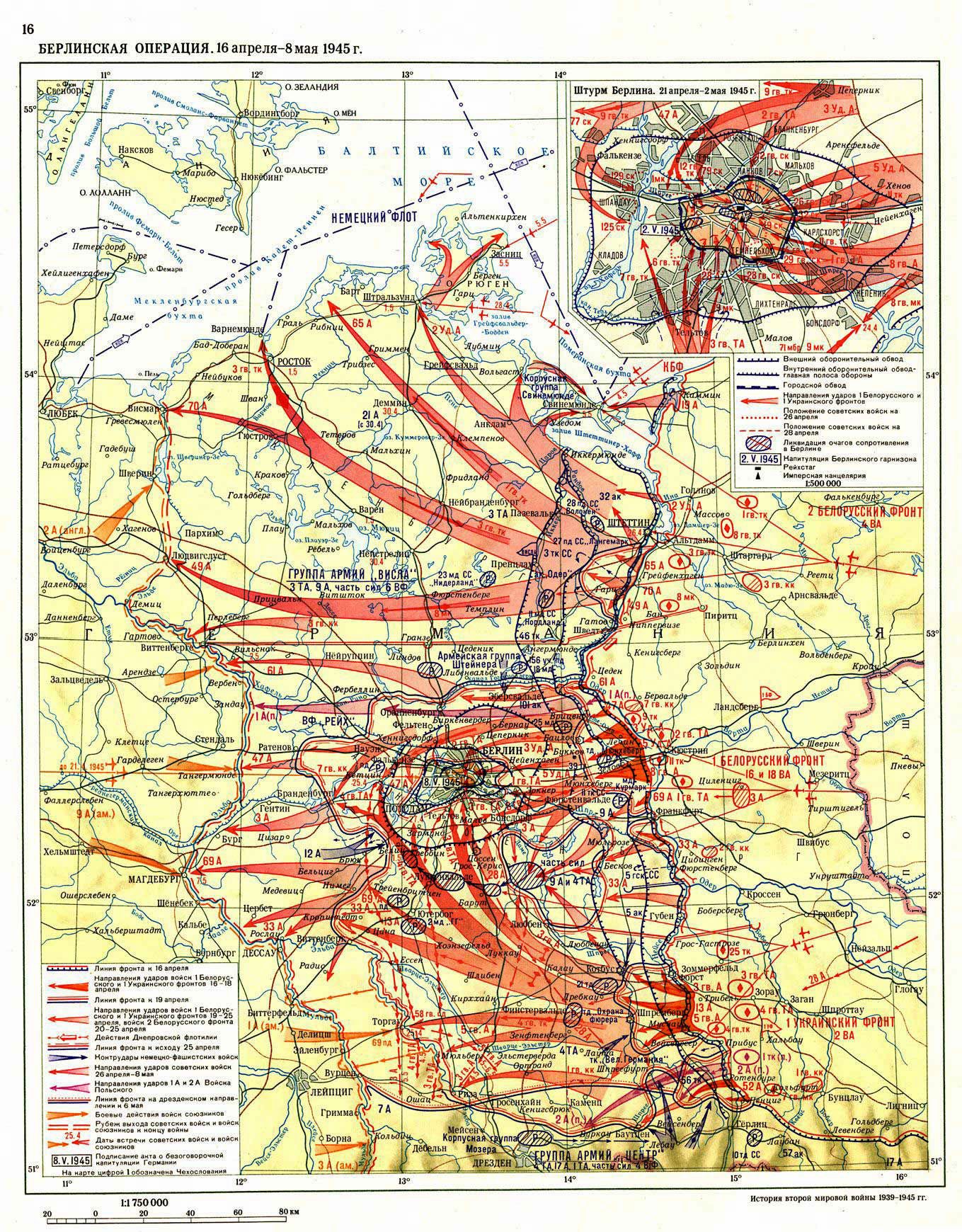
Берлінська стратегічна операція, в ході якої відбувалася Котбус-Потсдамська операція

Котбус-Потсдамська операція (нім. Cottbus-Potsdamer Operation, рос. Котбус-Потсдамская операция) — фронтова наступальна операція радянських військ 1-го Українського фронту. Одна з останніх операцій радянських військ на Європейському театрі військових дій, складова частина стратегічної Берлінської наступальної операції, що проводилася 16 квітня — 27 квітня 1945 року. У ході наступу правофлангові частини 1-го Українського фронту розгромили формування німецького вермахту з південного фасу Берлінського оборонного вузла і вийшли з півдня до столиці Німеччини Берліна.

## Історія

### Передумови
1-й Український фронт під командуванням маршала Радянського Союзу Івана Степановича Конєва був розгорнутий на Нейсе між Губеном і Герліцем. Фронт Конєва складався з 8 армій (48 стрілецьких дивізій), а також 6 танкових і 4 механізованих корпусів. Бойовий склад налічував 2055 танків і САУ, а також 13571 гармату (з них — 5225 мінометів). 3 квітня 1945 року Ставка видала директиву № 11060 військам 1-го Українського фронту про підготовку наступу на німецьке угруповання в районі Котбуса і на південь від Берліна. За задумом військам Конєва мали за 10 днів вийти на рубіж Беліц-Віттенберг уздовж річки Ельба.

### Замисел операції
Головні сили 1-го Українського фронту мали наступати проти німецької 4-ї танкової армії в загальному напряму Котбус і Шпремберг.
Вирішальна роль у наступі відводилася 3-й гвардійській (генерал Рибалко П. С.) і 4-й гвардійській танковим арміям (генерал Лелюшенко Д. Д.), головний удар підтримували 5-та гвардійська і 13-та армії. 3-й гвардійській армії визначалося прорвати німецьку оборону на тому березі Нейсе біля Форста. Прорив на Котбус мав бути здійснений з району на південний схід від Кляйн-Бадемойзеля, потім наступ мав продовжитися через Цоссен і Беліц. Пізніше генерал-полковник Гордов змінив завдання своїх військ, спрямовуючи свій наступ прямо на Котбус. 3-тя гвардійська армія у взаємодії з 3-ю гвардійською танковою армією повинна була вийти на рубіж Цоссен-Беліц, де в битві за Берлін повинні були брати участь два стрілецьких корпуси (120-й і 76-й), а 21-й гвардійський стрілецький корпус наступав у південно-західному напрямку. Стратегічною метою радянського наступу був прорив до Ельби, де після з'єднання з американськими військами німецькі групи армій «Вісла» і «Центр» повинні були бути відсічені одна від одної. Ліве південне крило фронту Конєва, 52-га армія і 2-га польська армія діяли в Лужицькому напрямку, наступаючи на Бауцен, Лаубан, Леобшуц, 60-та і 59-та армії залишалися в обороні в районі Радібора.
14 квітня маршал Конєв видав новий наказ про зміну оперативної побудови військ. 6-й гвардійський танковий корпус (генерал Митрофанов) мав закріпитися на лінії Форст-Котбус. Основна частина 3-ї гвардійської танкової армії повинна була лише форсувати Нейсе в другому ешелоні вслід за двома гвардійськими арміями, а потім наздогнати їх основні формування та швидким маневром утворити плацдарми на Шпрее до кінця першого дня наступу. На другий день операції передові загони 6-го і 7-го гвардійських танкових корпусів повинні були вийти до Дубен і Лукау.

### Наступ
Увечері 15 квітня, з настанням темряви, радянські частини переправилися через західний берег Нейсе, щоб провести розвідку в зоні запланованого наступу. Підготовку військ 1-го Українського фронту до запланованого наступу не вдалося повністю приховати від німецької розвідки, хоча лісові масиви приховували значну концентрацію радянських військ. Перші спроби прорвати оборону противника наштовхнулися на жорстокий опір німців. Під час нічних боїв виявилося, що німецькі війська залишають передові окопи і відходять на другу лінію оборони. Німецька 4-та танкова армія під командуванням генерала Грезера оборонялася між Губеном і Герліцом-ан-дер-Нейс. На лівому крилі розташовувався V армійський корпус (з 342-ю, 214-ю і 275-ю піхотними дивізіями і бойовими групами 35-ї і 36-ї дивізій СС) і танковий корпус «Гросдойчланд» (також дивізія «Бранденбург», а також 615-та тактична дивізійна група і 545-та фольксгренадерська дивізія).
Артилерійська підготовка наступу 1-го Українського фронту розпочалася о 6:15 ранку 16 квітня між Форстом і Мускау і підтримувався 2-ю повітряною армією під командуванням генерал-полковника авіації Красовського С.Я.. Після короткого загороджувального вогню по першій німецькій траншеї вся вогнева міць артилерії була зосереджена проти другої траншеї німецьких 342-ї піхотної та 545-ї фольксгренадерської дивізій. О 6:55 ранку артилерійський вогонь був переміщений у глибину, димова завіса захищала війська на переправі, водночас град снарядів і бомб вівся по ще неушкодженим пунктам німецької оборони. Під їх прикриттям посилені батальйони перших ешелонів почали форсувати Нейсе. Праве крило 1-го Українського фронту в районі Форста сформоване з сил 3-ї гвардійської армії, в її першому ешелоні було розгорнуто 5 стрілецьких дивізій, у другому — 389-та стрілецька дивізія. Піхоту подолали річку на човнах, і о 6 годині 55 хвилин, коли артилерія перенесла вогонь в глибину, поставили димову завісу, під прикриттям якої посилені батальйони першого ешелону перетнули Нейсе. Перекидання першого ешелону головних сил було завершено за годину, ще до завершення артпідготовки. Після завоювання плацдармів на західному березі сапери почали будувати мости. Через 90 хвилин вони змогли переправитися на протилежний берег до 30 тонн, а через 4-5 годин — до 60 тонн.
Радянська 13-та армія була розгорнута 16 квітня в центрі головного ударного угруповання 1-го Українського фронту. На правому крилі армії діяв 102-й стрілецький корпус, який наступав трьома дивізіями в першому ешелоні і підтримувався 7-м гвардійським танковим корпусом 3-ї гвардійської танкової армії. Переправа через Нейсе, яка розпочалася вранці з переправи по понтонних мостах, тривала весь день. На лівому фланзі 13-ї армії діяв 27-й стрілецький корпус. 24-й стрілецький корпус, що перебував у другому ешелоні 13-ї армії, до кінця дня не повністю завершив переправу, зосереджуючи війська на західному березі. 7-й гвардійський танковий корпус подолав Нейсе ще швидше свого сусіда справа — 6-го гвардійського танкового корпусу. До 21:30 піхота 102-го стрілецького корпусу змогла зайняти Грос- і Кляйн-Кельціг і розширити зону прориву до 13 кілометрів. Другий ешелон, 9-й гвардійський механізований корпус, форсував Нейсу ввечері 16 квітня і вирушив слідом за 7-м гвардійським танковим корпусом.
Після захоплення плацдарму для підтримки в зону бойових дій був уведений 10-й гвардійський танковий корпус 4-ї гвардійської танкової армії. 3-я гвардійська танкова армія наступала на південь від Форста і ввечері розпочала бої за Домсдорф і Грос-Шаксдорф, за день її війська пройшли близько 9 км. 13-та армія, яка завдавала головного удару в центрі бойового порядку фронту, зайняла Гросс і Кляйн-Кельціг і до вечора просунулася на 13 км. Переправа через Нейсе проходила також на правому фланзі головного ударного угруповання, де 5-та гвардійська армія переправила через річку 32-й гвардійський стрілецький корпус (генерал-лейтенант Родимцев О. І.). У першому ешелоні діяли 95-та і 13-та гвардійські стрілецькі дивізії, а в другому — 97-ма гвардійська стрілецька дивізія. Невдовзі стрілецькі дивізії були підтримані 4-м гвардійським танковим корпусом, але вони змогли просунутися лише на 8 кілометрів. У 5-й гвардійській армії 14-та гвардійська стрілецька дивізія, розгорнута на лівому крилі, мала завдання знищити німецький плацдарм на східному березі в районі Мускау до введення другого ешелону 33-го гвардійського стрілецького корпусу в другій половині дня. Поки 32-й гвардійський стрілецький корпус завершував переправу через Нейсе, сусідній 34-й гвардійський стрілецький корпус (генерал-майор Г. В. Бакланов) атакував німецькі позиції на плацдармі Мускау. Найшвидше переправилася через річку 15-та гвардійська стрілецька дивізія: о 8 годині 30 хвилин форсування почав 50-й гвардійський стрілецький полк, який опинився на плацдармі шириною 7 км і глибиною 5-6 км закріплений на західному березі. Командувач 4-ї гвардійської танкової армії розумів, що втрата часу дозволить противнику підготувати нові рубежі оборони, і тому вирішив продовжити наступ вночі. Він розгорнув 10-й гвардійський танковий корпус для захоплення плацдармів на західному берегу річки Шпрее на північ і 6-й гвардійський механізований корпус — на південь від Шпремберга.
У ніч на 17 квітня німці провели контратаку в напрямку південної околиці Форста, але її відбили радянські війська. Вдень було продовжено оточення і знищення німецьких військ у районі Форста. За рахунок підтягування частин другого ешелону частини 3-ї гвардійської армії здійснили перегрупування, розділившись за завданнями: 120-й стрілецький корпус наступав на захід, а 76-й стрілецький корпус штурмував Форст.
Під час нічного наступу 3-тя гвардійська танкова армія оволоділа Зіммерсдорфом і продовжила наступ на захід, зав'язавши нічний бій за Гарі, який радянські війська зайняли лише до 8 ранку. Однак уже о 10:00 послідувала німецька контратака частинами 21-ї танкової дивізії, які, наступаючи з півночі і півдня, прагнули оточити і знищити радянські частини, що вирвалися вперед. Усі атаки було відбито, проте бої виявилися важкими.
Тим часом командування групи армій «Центр» підтягувало резерви в смугу наступу 1-го Українського фронту. Командир дивізії «Фрундсберг» Гайнц Гармель, який розгорнув командний пункт у місті Ройтце на захід від Шпремберга, отримав від командувача 4-ї танкової армії Грассера наказ контрударом закрити пролом між Котбусом і Шпрембергом і ліквідувати передові підрозділи Червоної армії, що прорвалися вперед.
Увечері 17 квітня відбулася розмова по ВЧ між В. В. Сталіним і І. С. Конєвим, під час якої було отримано дозвіл повернути танкові армії 1-го Українського фронту на Берлін (перпендикулярно початково запланованому напрямку наступу). Отримавши дозвіл Верховного Головнокомандувача, командувач фронту одразу ж віддав наказ, за яким 3-й гвардійській танковій армії визначалося завдання в ніч із 20 на 21 квітня увірватися до Берліна з півдня, а 4-й гвардійській танковій армії — в ніч із 20 на 21 квітня оволодіти Потсдамом і південно-західною частиною Берліна. В наказі підкреслювалося — обходити міста і великі населені пункти і не вплутуватися в затяжні фронтальні бої, продовжуючи рух на німецьку столицю.
19 квітня генерал-полковник Гордов зібрав чотири стрілецькі дивізії біля Кольквіца, щоб оточити Котбус. Головний удар передбачалося завдати лівим крилом армії та обійти місто з північного заходу, перерізавши тим самим німецькі комунікації на захід. Радянські війська почали розвивати наступ у північному і північно-західному напрямках через переправи сусідньої 13-ї армії на Шпрее. Увечері 20 квітня залізнична лінія Котбус-Калау була перервана, і Червона армія наблизилася до автостради Берлін-Бреслау, яка проходила на південь від Котбуса. 19 квітня о 15:00 3-тя гвардійська танкова армія разом з 53-ю гвардійською танковою бригадою увірвалася на розв'язку доріг Ветшау і залишила розгром німецького гарнізону 52-ій гвардійській танковій і 22-й гвардійській механізованій бригадам. О 19:00 53-тя гвардійська танкова бригада змогла зайняти Грос-Люббенау, а 51-ша гвардійська танкова бригада змогла зайняти Бобліц. На лівому фланзі Рибалко 7-й гвардійський танковий корпус з 56-ю гвардійською танковою бригадою о 15:00 зайняв Огросен, а о 19:00 — Калау.
У південному клині наступу 4-ї гвардійської танкової армії на передовій наступав 10-й гвардійський танковий корпус, який просувався через оперативну глибину оборони противника майже без бою, а незначні гарнізони фольксштурму в основному капітулювали. 5-й механізований корпус під командуванням генерала Єрмакова І. П. тепер також йшов по шляху просування 10-го гвардійського танкового корпусу, він форсував Шпрее і наприкінці 19 квітня вирушив на Лукау.
Місто Котбус, яке було сильно зруйноване трьома місяцями раніше, 15 лютого 1945 року, під час нальоту американської авіації, було зайняте частинами 36-ї дивізії СС, 342-ї, 214-ї та 275-ї піхотних дивізій, 21-ї танкової дивізії та розвідувального батальйону 10-ї танкової дивізії СС. 3-тя гвардійська армія, яка наступала на Котбус, на чотири дні скувала німецькі резерви. Оскільки через Котбус проходило шосе на Берлін, без якого неможливо було своєчасно забезпечити наступаючі війська, маршал Конєв 20 квітня особисто виїхав до генерал-полковника Гордова, щоб прискорити штурм міста. На його розсуд 3-й гвардійській армії ще на шість годин було надано 25-у артилерійську дивізію, яка вже мала рушити до Берліна. За артилерійської підтримки 120-й стрілецький корпус здолав міські укріплення і проник у східну частину міста. Увечері 21 квітня німецьке котбуське угруповання було оточене зі сходу, півдня і заходу, не було перекрито лише болотистий шлях на північ. Вночі 21-й стрілецький корпус увірвався в місто і до 13:00 22 квітня решту міста було повністю захоплено. У атаці брали участь 127-ма стрілецька дивізія, 162-га танкова бригада 25-го танкового корпусу та 58-ма, 253-тя і 389-та стрілецькі дивізії 21-го стрілецького корпусу (генерал-майор Яманов О. О.). Губен, розташований осторонь пробитої дороги, зазнав значних пошкоджень під час боїв і впав лише 24 квітня. Було знищено майже 90 % історичного центру міста з ренесансною ратушею та пізньоготичним містом і головною церквою.
6-й гвардійський танковий корпус, який тепер діяв самостійно від 4-ї танкової армії, разом з 5-ю гвардійською армією обійшов Шпремберг з півдня і ввечері 19 квітня перерізав більшість доріг, по яких з відрізаного Шпремберга могла відступати війська вермахту. Німецькі дивізії, що відійшли до Шпремберга на східному березі Шпрее, тепер опинилися під загрозою неминучої ліквідації в тилу. Допомога піхотою 5-ї гвардійської армії не очікувалася раніше 22:00, тому що до того часу вони ще діяли в 3-6 км. Щоб не перетворювати Шпремберг як «фортецю», було вирішено негайно опанувати місто штурмом. Шпремберг був оточений з трьох боків радянським артилерійським угрупованням (3-тя і 17-та артилерійські дивізії 7-го арткорпусу прориву і 4-та артилерійська дивізія 10-го арткорпусу прориву), а гарнізон мав коридор для відступу на захід.
20 квітня о 10:30 ранку з потужної артилерійської підготовки почався наступ на Шпремберг. Об 11:00 33-й гвардійський стрілецький корпус перейшов в атаку. Місто штурмували до вечора, після чого головні сили 5-ї гвардійської армії змогли зосередитися на переслідуванні і просунутися на захід. Тим часом 20 квітня війська 13-ї армії швидкими темпами просунулися на 30 км по коридору, пробитому танковими арміями, і до вечора того ж дня вийшли на перехрестя доріг Бреніц — Лукау, не зустрівши сильного опору противника.
21 квітня частини 33-го гвардійського стрілецького корпусу приєдналися до 5-ї гвардійської армії, а частини 24-го стрілецького корпусу — до 13-ї армії в районі Ной-Вельцова і замкнули залишки трьох німецьких дивізій біля Кауше у кільці. Німецькі частини, які вже не встигли прорватися на захід, були розпорошені, а також знищена німецька Шпрембергська група. Залишки німецьких дивізій (344-та піхотна, дивізія охорони фюрера та 10-та дивізія СС) вирішили прорватися через ліси на північний захід, щоб пробитися до новоствореної 12-ї армії генерала Вальтера Венка. Операція почалася вранці 21 квітня, а до полудня місто Кауше було вже зайняте радянськими військами. Оскільки Кауше був безпосередньо на напрямку прориву німецьких частин, село необхідно було відбити у Червоної армії. Ближче до вечора 21 квітня Кауше було знову захоплено німецькими військами. Вранці 22 квітня вони продовжили прорив на захід, проходячи лісовими стежками та галявиною між двома селами Кляйн Герігк і Гайзендорф, які вже були зайняті радянськими військами. Після прориву залишки трьох дивізій зникли як цілісний організм і розсіялися на невеликі групи, які одна за одною потрапляли в радянський полон.
25 квітня відбулася перша зустріч американських і радянських військ на Ельбі в районі Торгау; солдати 1-ї американської армії (69-ї американської дивізії) зустрілися з частинами радянської 58-ї гвардійської стрілецької дивізії). Наприкінці квітня 1945 року контакт із Червоною армією було встановлено також під Дессау.
У той час як 3-тя гвардійська танкова армія продовжувала наступ на Берлін, 4-та гвардійська танкова армія вела бої за переправи Гавела на південний схід від Потсдама. Швидкий відхід вермахту до Берліна спричинив поразку німецької 9-ї армії в районі Гальбе до 28 квітня, що значно полегшило наступ радянських військ на Берлін. 25 квітня 6-й гвардійський механізований корпус (полковник Василь Ігнатійович Корецький) форсував Гафель і о 12 годині дня з'єднався з 328-ю стрілецькою дивізією 47-ї армії в районі Кеціна. Оточення Берліна із західного напряму було завершено. До 28 квітня німецька армійська група «Шпрее» під командуванням генерал-лейтенанта Гельмута Рейманна була знищена 10-м гвардійським танковим корпусом (генерал-лейтенант І. І. Бєлов) разом з 47-ю армією. Прорив на південь дивізії «Фрідріха Людвіга Яна» був успішним, їй вдалося прорватися до німецької 12-ї армії в районі Ферха, який, у свою чергу, чекав на групу прориву 9-ї армії з Гальбського «мішка».

## Підсумки
Задумана спочатку як операція з прориву фронту противника на Нейсе і наступу на захід, через амбіції маршала Конєва операція перетворилася на гонку до Берліна на випередження з 1-м Білоруським фронтом маршала Радянського Союзу Жуковим Г. К., фактично розпавшись на дві незалежні операції: Котбус-Потсдамську та Штремберг-Торгауську. Тим не менш, швидкий вихід радянських військ до Берліна дозволив оточити німецьку 9-у армію в Гальбському «мішку», що значно полегшило наступний штурм Берліна.